# Mendaro
Mendaro est une commune du Guipuscoa dans la communauté autonome du Pays basque en Espagne.

## Toponymie
La vallée de Mendaro est déjà mentionnée dans des textes datant du XIVe siècle, même s'il n'était pas constitué en municipalité jusqu'en 1983. Ce toponyme fait référence au point de la vallée du fleuve Deba où celle-ci confluait avec le Kilimon, en s'élargissant et en formant une vallée.
La signification étymologique de Mendaro est inconnue. Il paraît assez plausible qu'elle ait un certain type de relation avec les mots basques mendi, signifiant montagne, mais l'on n'est pas sur. Pour quelques étudiants du sujet Mendaro, il signifierait vallée entre des montagnes. Certains établissent une analogie entre les toponymes Izaro et Mendaro, s'il est d'abord traduit comme disait Juan Antonio Moguel comme "entouré de mer" ou "île", mais il pourrait être traduit dans un second sens comme cerné de montagnes.
Le gentilé en castillan est mendarés/mendaresa. En basque (eukera) selon l'Euskaltzaindia, l'Académie de la langue basque, le gentilé correct serait « mendaroarra », mais on utilise plus souvent celui de mendarotarra.

## Géographie
Mendaro est située dans la partie nord-ouest de la province du Gipuzkoa, près de la limite avec la Biscaye (Bizkaia en basque). Elle fait partie de la comarque de Debabarrena. La municipalité est formée par deux vallées. De sud au nord parcourue par le Deba en formant une vallée fluviale en forme de « V ». Dans le fond de la vallée, il y a quelques accumulations alluviales qui dotent la vallée de petits terrains de niveau, dans lesquels se situent les quartiers de la municipalité. Le second axe de la municipalité est formé par la vallée karstique Aranerreka ou de Kilimon. C'est une vallée encaissée, en direction ouest où aboutit le fleuve Deba, à la hauteur de Mendaro.
Mendaro est entouré de montagnes. Dans la limite avec Deba on trouve l'Otaerre (Otarre) (662 m), le Gaintxipia (621 m) et le Garallutz (572 m). Dans la limite avec Mutriku celle de l'Arno (628 m). Une autre importante montagne est l'Urnobitza (643 m), près de la limite avec Elgoibar.

## Histoire
Mendaro est une des municipalités les plus jeunes de Guipuscoa, puisque son existence remonte seulement à 1983.
Les mentions sur l'existence d'une vallée de Mendaro, dans le point de la vallée de la rivière Deba où il confluait avec le Kilimon, en s'élargissant et en formant une vallée, remontent en 1335. Toutefois la vallée de Mendaro ne serait pas développée comme localité indépendante mais serait divisée entre les villes voisines de Mutriku (fondée en 1209), Deba (en 1343) et Elgoibar (en 1346). Mendaro deviendra la limite frontalière entre ces trois villes, qui seront marquées par les cours des rivières Kilimon et Deba.
Les trois quartiers historiques de Mendaro sont Azpilgoeta, Garagartza et Mendarozabal, appartenant respectivement à Mutriku, Deba et Elgoibar. La première tentative de création d'une municipalité de Mendaro est donnée à la fin du XIXe siècle. En 1889, Deba cède le quartier de Garagartza à Elgoibar avec l'intention de créer la municipalité de Mendaro, mais cette tentative sera avortée, Mutriku refusant la cession de son quartier d'Azpilgoeta. Ce fait contribue à ce que Garagarza et Mendarozabal soient unis sous la même administration et qu'ils tendent à être confondus depuis lors.
La création définitive de la municipalité de Mendaro se fera en 1983 quand Mutriku cédera Azpilgoeta et Elgoibar Garagartza-Mendarozabal.

## Économie

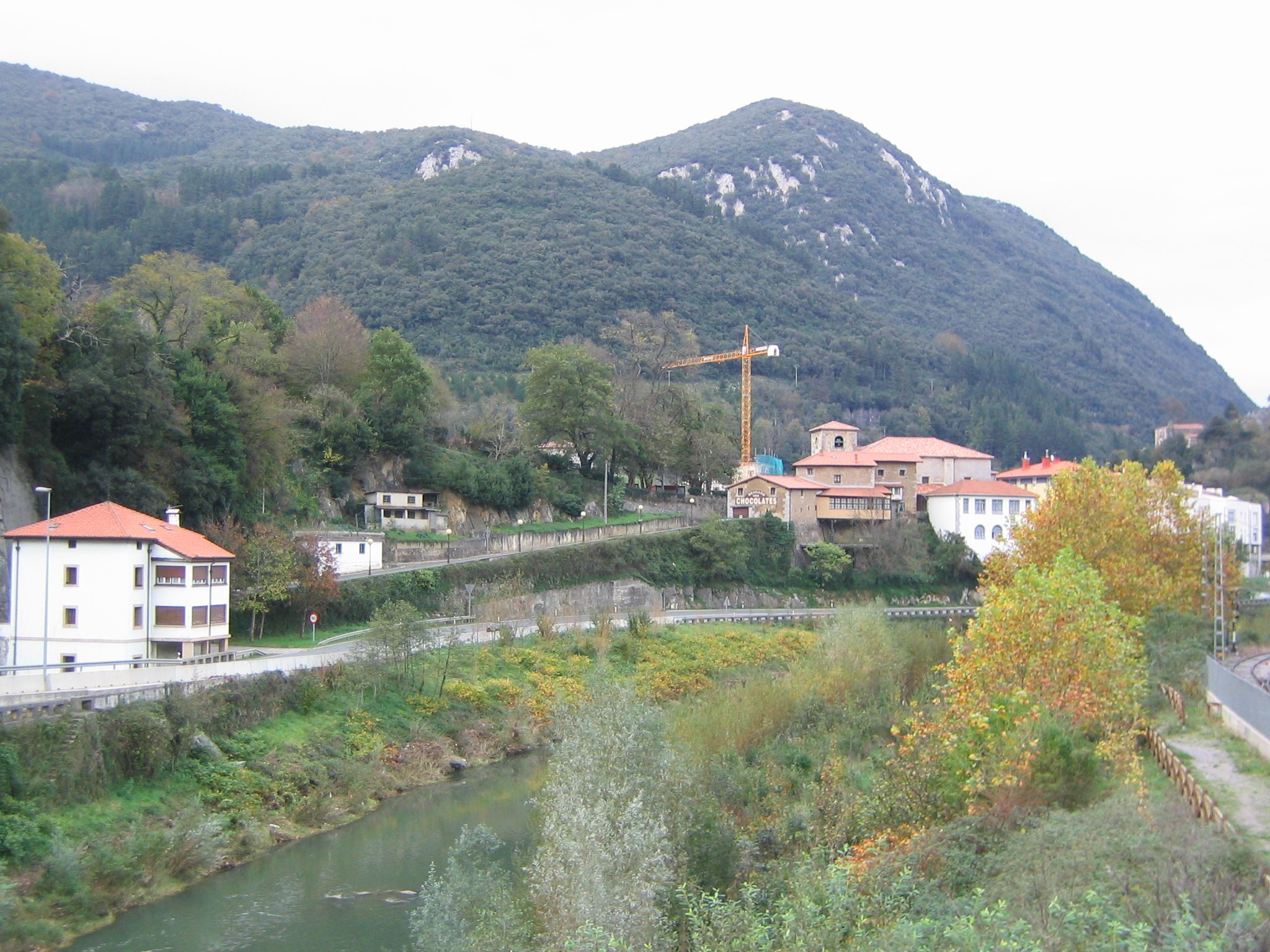
Vue partielle de Mendaro.

La principale activité de la municipalité est l'industrie. Dans la municipalité il y a deux de polygones industriels.
La principale usine de la municipalité est l'entreprise R.T.S consacrée à la fabrication de composants d'automobiles (rotules), qui compte un personnel d'un peu plus de 200 ouvriers. Le reste des entreprises établies à Mendaro sont une vingtaine de PME que ne dépassent pas les 50 ouvriers.
Dans l'économie locale, l'Hospital de la comarque de Debabarrena de Mendaro a beaucoup d'importance. Cet hôpital rend service aux municipalités de la comarque. Le reste, commerces et services qui sont offerts dans cette municipalité, est destiné à couvrir les nécessités de base d'une petite municipalité de 1 500 habitants.

## Personnalités
- Iban Zubiaurre Urrutia: Né en 1983. jeune footballeur au cœur d'une affaire l'été 2005 entre la Real Sociedad et l'Athletic Bilbao qui dura un an devant les tribunaux.

### Sources
- (es) Cet article est partiellement ou en totalité issu de l’article de Wikipédia en espagnol intitulé « Mendaro » (voir la liste des auteurs).